# Achaea (geslacht)
Achaea is een geslacht van vlinders uit de familie van de spinneruilen (Erebidae).

## Soorten
- A. ablunaris (Guenée, 1852)
- A. albicilia (Walker, 1858)
- A. albifimbria (Walker, 1869)
- A. albilimba Berio, 1954
- A. albitermia (Hampson, 1910)
- A. apinigra Laporte, 1979
- A. argilla Swinhoe, 1901
- A. atrimacula Gaede, 1917
- A. balteata de Joannis, 1912
- A. basalis Berio, 1954
- A. basilewskyi Berio, 1954
- A. bergeri Berio, 1954
- A. boris (Geyer, 1837)
- A. catella Guenée, 1852
- A. catocalina (Holland, 1894)
- A. catocaloides Guenée, 1852
- A. chrysopera Druce, 1912
- A. cupreitincta Hampson, 1918
- A. cuprizonea Hampson, 1913
- A. dasybasis Hampson, 1913
- A. dejeanii (Boisduval, 1833)
- A. diplographa Hampson, 1913
- A. dmoe Prout L. B., 1919
- A. durfa Plötz, 1880
- A. ebenaui (Saalmüller, 1880)
- A. echo (Walker, 1858)
- A. euryplaga (Hampson, 1913)
- A. eusciasta Hampson, 1913
- A. exuleata (Möschler, 1884)
- A. ezea (Cramer, 1779)
- A. ezeoides Strand, 1915
- A. faber Holland, 1894
- A. ferreotincta Hampson, 1918
- A. finita (Guenée, 1852)
- A. fontainei Berio, 1956
- A. fulminans Rebel, 1915
- A. hieroglyphigera (Strand, 1912)
- A. hypopolia Hampson, 1918
- A. illustrata Walker, 1858
- A. imperatrix (Saalmüller, 1881)
- A. indeterminata (Walker, 1865)
- A. indicabilis Walker, 1858
- A. infinita (Guenée, 1852)
- A. intercisa Walker, 1865
- A. jamesoni Prout L. B., 1919
- A. janata (Linnaeus, 1758)
- A. klugii (Boisduval, 1833)
- A. lanipes Hulstaert, 1924
- A. lenzi (Saalmüller, 1881)
- A. leucopasa (Walker, 1858)
- A. leucopera Druce, 1912
- A. lienardi (Boisduval, 1833)
- A. lunulifera (Walker, 1865)
- A. mabillii (Saalmüller, 1879)
- A. macronephra (Berio, 1956)
- A. malagasy Viette, 1981
- A. mezentia (Stoll, 1780)
- A. monodi Laporte, 1975
- A. mormoides Walker, 1858
- A. nigristriata Laporte, 1979
- A. nubifera Moore, 1877
- A. oblita (Walker, 1858)
- A. obvia Hampson, 1913
- A. occidens (Hampson, 1913)
- A. ochrocraspeda Prout, A. E., 1921
- A. oedipodina Mabille, 1879
- A. orbigera Gaede, 1917
- A. orthogramma (Mabille, 1879)
- A. phaeobasis Hampson, 1913
- A. poliopasta Hampson, 1913
- A. praestans (Guenée, 1852)
- A. purpurascens Holloway, 1982
- A. radama Felder & Rogenhofer, 1874
- A. rectivia (Hampson, 1913)
- A. regularidia (Strand, 1912)
- A. renata Prout A. E., 1927
- A. retrorsa Hampson, 1913
- A. robinsoni Holloway, 1982
- A. rufobrunnea Strand, 1913
- A. russoi Strand, 1918
- A. semiflava Carcasson, 1965
- A. serva (Fabricius, 1775)
- A. seyrigi Griveaud, 1981
- A. simplex Walker, 1865
- A. stumpffii Saalmüller, 1880
- A. synethes (Hampson, 1913)
- A. teterrima (Hampson, 1913)
- A. theata Fletcher, 1957
- A. thermopera Hampson, 1913
- A. tolnaodes Berio, 1956
- A. tornistigma Prout A. E., 1921
- A. trapezoides (Guenée, 1862)
- A. umbrigera Mabille, 1898
- A. usitata Prout A. E., 1927
- A. violaceofascia (Saalmüller, 1891)
- A. violascens Hampson, 1918
- A. xanthodera (Holland, 1894)
- A. xanthoptera (Hampson, 1910)